# Дона Ка (Вибо Валенција)
Дона Ка је насеље у Италији у округу Вибо Валенција, региону Калабрија.
Према процени из 2011. у насељу је живело 20 становника. Насеље се налази на надморској висини од 59 м.